# Championnats du monde juniors de patinage artistique 2007
Navigation
Édition précédente Édition suivante
Les Championnats du monde juniors de patinage artistique 2007 ont lieu du 26 février au 4 mars 2007 au Eissport Zentrum d'Oberstdorf en Allemagne.

## Qualifications
Les patineurs sont éligibles à l'épreuve s'ils représentent une nation membre de l'Union internationale de patinage (International Skating Union en anglais) et s'ils ont atteint l'âge de 13 ans et pas encore 19 ans avant le 1er juillet 2006, sauf pour les messieurs qui participent au patinage en couple et à la danse sur glace où l'âge maximum est de 21 ans. Les fédérations nationales sélectionnent leurs patineurs en fonction de leurs propres critères, mais l'Union internationale de patinage exige un score minimum d'éléments techniques (Technical Elements Score en anglais) lors d'une compétition internationale avant les championnats du monde juniors.
Sur la base des résultats des championnats du monde juniors 2006, l'Union internationale de patinage autorise chaque pays à avoir de une à trois inscriptions par discipline.
| Nombre d'inscriptions                                             | Messieurs                      | Dames                         | Couples            | Danse sur glace          |
| ----------------------------------------------------------------- | ------------------------------ | ----------------------------- | ------------------ | ------------------------ |
| 3                                                                 | Canada Japon Russie États-Unis | Corée du Sud Japon États-Unis | Russie États-Unis  | Canada Russie États-Unis |
| 2                                                                 | Chine France                   | Finlande Russie               | Canada Chine Suède | Estonie Italie           |
| Si non répertorié ci-dessus, une seule inscription est autorisée. |                                |                               |                    |                          |

En danse sur glace, la danse imposée est la silver samba.

## Podiums
| Épreuves                            | Or                                  | Argent                          | Bronze                                        |
| ----------------------------------- | ----------------------------------- | ------------------------------- | --------------------------------------------- |
| Messieurs résultats détaillés       | Stephen Carriere                    | Patrick Chan                    | Sergey Voronov                                |
| Dames résultats détaillés           | Caroline Zhang                      | Mirai Nagasu                    | Ashley Wagner                                 |
| Couples résultats détaillés         | Keauna McLaughlin / Rockne Brubaker | Vera Bazarova / Yuri Larionov   | Ksenia Krasilnikova / Konstantin Bezmaternikh |
| Danse sur glace résultats détaillés | Ekaterina Bobrova / Dmitri Soloviev | Grethe Grünberg / Kristian Rand | Kaitlyn Weaver / Andrew Poje                  |

## Tableau des médailles
| Rang  | Nation     | Or | Argent | Bronze | Total |
| ----- | ---------- | -- | ------ | ------ | ----- |
| 1     | États-Unis | 3  | 1      | 1      | 5     |
| 2     | Russie     | 1  | 1      | 2      | 4     |
| 3     | Canada     | 0  | 1      | 1      | 2     |
| 4     | Estonie    | 0  | 1      | 0      | 1     |
| Total | Total      | 4  | 4      | 4      | 12    |

## Détails des compétitions

### Messieurs
| Rang                                        | Nom                   | Nation         | Points | Programme court | Programme court | Programme libre | Programme libre |
| ------------------------------------------- | --------------------- | -------------- | ------ | --------------- | --------------- | --------------- | --------------- |
| 1                                           | Stephen Carriere      | États-Unis     | 188.87 | 6               | 57.71           | 1               | 131.16          |
| 2                                           | Patrick Chan          | Canada         | 184.55 | 1               | 64.10           | 4               | 120.45          |
| 3                                           | Sergey Voronov        | Russie         | 180.40 | 5               | 59.49           | 3               | 120.91          |
| 4                                           | Brandon Mroz          | États-Unis     | 178.40 | 7               | 57.21           | 2               | 121.19          |
| 5                                           | Kevin Reynolds        | Canada         | 178.32 | 4               | 59.52           | 5               | 118.80          |
| 6                                           | Guan Jinlin           | Chine          | 177.97 | 2               | 61.67           | 6               | 116.30          |
| 7                                           | Artem Borodulin       | Russie         | 171.61 | 8               | 57.21           | 7               | 114.40          |
| 8                                           | Takahito Mura         | Japon          | 171.46 | 3               | 61.16           | 8               | 110.30          |
| 9                                           | Tatsuki Machida       | Japon          | 157.05 | 17              | 50.88           | 9               | 106.17          |
| 10                                          | Eliot Halverson       | États-Unis     | 155.97 | 14              | 53.51           | 10              | 102.46          |
| 11                                          | Joey Russell          | Canada         | 154.16 | 12              | 53.89           | 12              | 100.27          |
| 12                                          | Kim Lucine            | France         | 152.56 | 15              | 52.57           | 13              | 99.99           |
| 13                                          | Philipp Tischendorf   | Allemagne      | 151.84 | 20              | 49.85           | 11              | 101.99          |
| 14                                          | Adrian Schultheiss    | Suède          | 151.29 | 9               | 56.79           | 15              | 94.50           |
| 15                                          | Florent Amodio        | France         | 151.17 | 11              | 55.29           | 14              | 95.88           |
| 16                                          | Michal Březina        | Tchéquie       | 143.33 | 19              | 50.36           | 16              | 92.97           |
| 17                                          | Moris Pfeifhofer      | Suisse         | 143.24 | 13              | 53.56           | 19              | 89.68           |
| 18                                          | Marco Fabbri          | Italie         | 140.32 | 21              | 49.28           | 17              | 91.04           |
| 19                                          | Daniil Gleichengauz   | Russie         | 139.65 | 10              | 55.78           | 20              | 83.87           |
| 20                                          | Maciej Cieplucha      | Pologne        | 139.41 | 22              | 49.08           | 18              | 90.33           |
| 21                                          | Boris Martinec        | Croatie        | 134.73 | 16              | 52.19           | 21              | 82.54           |
| 22                                          | Hirofumi Torii        | Japon          | 124.46 | 23              | 47.79           | 22              | 76.67           |
| 23                                          | Michael Chrolenko     | Norvège        | 124.17 | 18              | 50.80           | 23              | 73.37           |
| 24                                          | Manuel Koll           | Autriche       | 113.07 | 24              | 46.13           | 24              | 66.94           |
| Patineurs éliminés après le programme court |                       |                |        |                 |                 |                 |                 |
| 25                                          | Samuli Tyyskä         | Finlande       |        | 25              | 46.05           | NC              | NC              |
| 26                                          | Denis Ten             | Kazakhstan     |        | 26              | 45.69           | NC              | NC              |
| 27                                          | Yaroslav Fursov       | Ukraine        |        | 27              | 45.09           | NC              | NC              |
| 28                                          | Thomas Paulson        | Royaume-Uni    |        | 28              | 43.21           | NC              | NC              |
| 29                                          | Javier Raya           | Espagne        |        | 29              | 42.29           | NC              | NC              |
| 30                                          | Tigran Vardanjan      | Hongrie        |        | 30              | 41.46           | NC              | NC              |
| 31                                          | Danil Privalov        | Azerbaïdjan    |        | 31              | 41.24           | NC              | NC              |
| 32                                          | Nicholas Fernandez    | Australie      |        | 32              | 39.32           | NC              | NC              |
| 33                                          | Kim Min-seok          | Corée du Sud   |        | 33              | 36.74           | NC              | NC              |
| 34                                          | Hovhannes Mkrtchyan   | Arménie        |        | 34              | 36.66           | NC              | NC              |
| 35                                          | Taras Rajec           | Slovaquie      |        | 35              | 35.80           | NC              | NC              |
| 36                                          | Kutay Eryoldas        | Turquie        |        | 36              | 35.75           | NC              | NC              |
| 37                                          | Dimitri Kahirau       | Biélorussie    |        | 37              | 34.38           | NC              | NC              |
| 38                                          | Evgeni Krasnapolski   | Israël         |        | 38              | 33.80           | NC              | NC              |
| 39                                          | Tatsuya Tanaka        | Hong Kong      |        | 39              | 31.21           | NC              | NC              |
| 40                                          | Darryll Sulindro-Yang | Taipei chinois |        | 40              | 30.67           | NC              | NC              |
| 41                                          | Sergei Muhhin         | Estonie        |        | 41              | 29.43           | NC              | NC              |
| 42                                          | Konrad Giering        | Afrique du Sud |        | 42              | 26.94           | NC              | NC              |
| 43                                          | Zolt Kosz             | Roumanie       |        | 43              | 24.08           | NC              | NC              |
| 44                                          | Amar Mehta            | Inde           |        | 44              | 23.04           | NC              | NC              |
| 45                                          | Saulius Ambrulevičius | Lituanie       |        | 45              | 21.17           | NC              | NC              |

### Dames
| Rang                                          | Nom                  | Nation           | Points | Programme court | Programme court | Programme libre | Programme libre |
| --------------------------------------------- | -------------------- | ---------------- | ------ | --------------- | --------------- | --------------- | --------------- |
| 1                                             | Caroline Zhang       | États-Unis       | 169.25 | 1               | 59.17           | 1               | 110.08          |
| 2                                             | Mirai Nagasu         | États-Unis       | 163.84 | 2               | 57.22           | 2               | 106.62          |
| 3                                             | Ashley Wagner        | États-Unis       | 157.15 | 3               | 51.67           | 3               | 105.48          |
| 4                                             | Jenni Vähämaa        | Finlande         | 138.61 | 6               | 47.50           | 4               | 91.11           |
| 5                                             | Rumi Suizu           | Japon            | 134.95 | 5               | 49.31           | 6               | 85.64           |
| 6                                             | Jelena Glebova       | Estonie          | 131.91 | 4               | 51.22           | 11              | 80.69           |
| 7                                             | Laura Lepistö        | Finlande         | 129.72 | 12              | 43.19           | 5               | 86.53           |
| 8                                             | Shin Yea-ji          | Corée du Sud     | 126.45 | 10              | 44.56           | 9               | 81.89           |
| 9                                             | Nana Takeda          | Japon            | 126.43 | 15              | 41.76           | 7               | 84.67           |
| 10                                            | Stefania Berton      | Italie           | 126.06 | 8               | 45.30           | 10              | 80.76           |
| 11                                            | Satsuki Muramoto     | Japon            | 123.85 | 21              | 39.70           | 8               | 84.15           |
| 12                                            | Alena Leonova        | Russie           | 122.89 | 9               | 45.15           | 13              | 77.74           |
| 13                                            | Arina Martinova      | Russie           | 122.77 | 11              | 43.77           | 12              | 79.00           |
| 14                                            | Sonia Lafuente       | Espagne          | 116.43 | 13              | 42.39           | 14              | 74.04           |
| 15                                            | Kim Chae-hwa         | Corée du Sud     | 114.01 | 16              | 41.72           | 15              | 72.29           |
| 16                                            | Julie Cagnon         | France           | 112.15 | 20              | 40.22           | 16              | 71.93           |
| 17                                            | Victoria Muniz       | Porto Rico       | 112.10 | 17              | 41.43           | 17              | 70.67           |
| 18                                            | Myriane Samson       | Canada           | 111.04 | 7               | 45.78           | 19              | 65.26           |
| 19                                            | Bettina Heim         | Suisse           | 108.77 | 18              | 40.34           | 18              | 68.43           |
| 20                                            | Choi Ji-eun          | Corée du Sud     | 105.90 | 14              | 41.93           | 20              | 63.97           |
| 21                                            | Julia Sheremet       | Biélorussie      | 98.00  | 22              | 39.33           | 22              | 58.67           |
| 22                                            | Jennie Lee           | Taipei chinois   | 97.52  | 23              | 37.77           | 21              | 59.75           |
| 23                                            | Kerstin Frank        | Autriche         | 96.26  | 19              | 40.30           | 24              | 55.96           |
| 24                                            | Brigitte Blickling   | Allemagne        | 93.17  | 28              | 36.34           | 23              | 56.83           |
| 25                                            | Katherine Hadford    | Hongrie          | 93.05  | 24              | 37.72           | 25              | 55.33           |
| Patineuses éliminées après le programme court |                      |                  |        |                 |                 |                 |                 |
| 26                                            | Ivana Reitmayerová   | Slovaquie        |        | 25              | 37.41           | NC              | NC              |
| 27                                            | Vanessa James        | Royaume-Uni      |        | 26              | 37.35           | NC              | NC              |
| 28                                            | Viktoria Helgesson   | Suède            |        | 27              | 36.42           | NC              | NC              |
| 29                                            | Nella Simaová        | Tchéquie         |        | 29              | 35.97           | NC              | NC              |
| 30                                            | Charissa Tansomboon  | Thaïlande        |        | 30              | 35.88           | NC              | NC              |
| 31                                            | Tina Wang            | Australie        |        | 31              | 35.77           | NC              | NC              |
| 32                                            | Mérovée Ephrem       | Monaco           |        | 32              | 35.43           | NC              | NC              |
| 33                                            | Morgan Figgins       | Nouvelle-Zélande |        | 33              | 34.69           | NC              | NC              |
| 34                                            | Laura Czarnotta      | Pologne          |        | 34              | 34.26           | NC              | NC              |
| 35                                            | Loretta Hamui        | Mexique          |        | 35              | 34.05           | NC              | NC              |
| 36                                            | Guo Yalu             | Chine            |        | 36              | 33.90           | NC              | NC              |
| 37                                            | Jenna Syken          | Israël           |        | 37              | 32.61           | NC              | NC              |
| 38                                            | Melissandre Fuentes  | Andorre          |        | 38              | 32.36           | NC              | NC              |
| 39                                            | Anastasia Listopad   | Ukraine          |        | 39              | 31.96           | NC              | NC              |
| 40                                            | Barbara Klerk        | Belgique         |        | 40              | 31.47           | NC              | NC              |
| 41                                            | Teodora Vigu         | Roumanie         |        | 41              | 30.97           | NC              | NC              |
| 42                                            | Mirna Libric         | Croatie          |        | 42              | 30.78           | NC              | NC              |
| 43                                            | Daša Grm             | Slovénie         |        | 43              | 30.49           | NC              | NC              |
| 44                                            | Beatrice Rozinskaite | Lituanie         |        | 44              | 30.42           | NC              | NC              |
| 45                                            | Sara Twete           | Danemark         |        | 45              | 30.38           | NC              | NC              |
| 46                                            | Stasia Rage          | Lettonie         |        | 46              | 29.68           | NC              | NC              |
| 47                                            | Kristina Shlobina    | Azerbaïdjan      |        | 47              | 29.44           | NC              | NC              |
| 48                                            | Eva Lim              | Pays-Bas         |        | 48              | 29.37           | NC              | NC              |
| 49                                            | Devora Radeva        | Bulgarie         |        | 49              | 27.20           | NC              | NC              |
| 50                                            | Siobhan McColl       | Afrique du Sud   |        | 50              | 23.31           | NC              | NC              |
| 51                                            | Ani Vardanyan        | Arménie          |        | 51              | 22.75           | NC              | NC              |
| 52                                            | Sonja Mugoša         | Serbie           |        | 52              | 22.43           | NC              | NC              |

### Couples
| Rang | Nom                                           | Nation         | Points | Programme court | Programme court | Programme libre | Programme libre |
| ---- | --------------------------------------------- | -------------- | ------ | --------------- | --------------- | --------------- | --------------- |
| 1    | Keauna McLaughlin / Rockne Brubaker           | États-Unis     | 158.72 | 1               | 57.00           | 1               | 101.72          |
| 2    | Vera Bazarova / Yuri Larionov                 | Russie         | 147.31 | 2               | 55.06           | 3               | 92.25           |
| 3    | Ksenia Krasilnikova / Konstantin Bezmaternikh | Russie         | 145.47 | 3               | 53.01           | 2               | 92.46           |
| 4    | Bridget Namiotka / John Coughlin              | États-Unis     | 141.39 | 4               | 50.76           | 4               | 90.63           |
| 5    | Kendra Moyle / Andy Seitz                     | États-Unis     | 129.03 | 5               | 50.71           | 7               | 78.32           |
| 6    | Amanda Velenosi / Mark Fernandez              | Canada         | 128.65 | 6               | 49.56           | 6               | 79.09           |
| 7    | Maria Sergejeva / Ilja Glebov                 | Estonie        | 121.32 | 7               | 48.62           | 10              | 72.70           |
| 8    | Carolyn MacCuish / Andrew Evans               | Canada         | 120.06 | 9               | 44.90           | 8               | 75.16           |
| 9    | Elizaveta Levshina / Konstantin Gavrin        | Russie         | 119.72 | 8               | 46.85           | 9               | 72.87           |
| 10   | Li Jiaqi / Xu Jiankun                         | Chine          | 118.15 | 12              | 38.21           | 5               | 79.94           |
| 11   | Anaïs Morand / Antoine Dorsaz                 | Suisse         | 113.34 | 10              | 44.31           | 12              | 69.03           |
| 12   | Amanda Sunyoto-Yang / Darryll Sulindro-Yang   | Taipei chinois | 111.95 | 11              | 40.56           | 11              | 71.39           |
| 13   | Krystyna Klimczak / Janusz Karweta            | Pologne        | 97.54  | 14              | 35.04           | 14              | 62.50           |
| 14   | Sally Hoolin / Jake Bennett                   | Royaume-Uni    | 94.42  | 16              | 30.90           | 13              | 63.52           |
| 15   | Kristína Kabátová / Martin Hanulák            | Slovaquie      | 92.54  | 13              | 36.97           | 15              | 55.57           |
| 16   | Agne Oradauskaite / Rudy Halmaert             | Lituanie       | 83.39  | 15              | 31.81           | 16              | 51.58           |

### Danse sur glace
| Rang                                               | Nom                                          | Nation         | Points | Danse imposée | Danse imposée | Danse originale | Danse originale | Danse libre | Danse libre |
| -------------------------------------------------- | -------------------------------------------- | -------------- | ------ | ------------- | ------------- | --------------- | --------------- | ----------- | ----------- |
| 1                                                  | Ekaterina Bobrova / Dmitri Soloviev          | Russie         | 161.89 | 1             | 35.52         | 1               | 54.13           | 1           | 72.24       |
| 2                                                  | Grethe Grünberg / Kristian Rand              | Estonie        | 154.89 | 2             | 32.42         | 3               | 50.45           | 3           | 72.02       |
| 3                                                  | Kaitlyn Weaver / Andrew Poje                 | Canada         | 151.51 | 6             | 30.43         | 4               | 49.03           | 2           | 72.05       |
| 4                                                  | Kristina Gorshkova / Vitali Butikov          | Russie         | 146.84 | 3             | 31.35         | 8               | 46.12           | 5           | 69.37       |
| 5                                                  | Maria Monko / Ilia Tkachenko                 | Russie         | 145.37 | 5             | 31.12         | 10              | 45.16           | 6           | 69.09       |
| 6                                                  | Madison Hubbell / Keiffer Hubbell            | États-Unis     | 145.24 | 12            | 26.90         | 5               | 48.31           | 4           | 70.03       |
| 7                                                  | Élodie Brouiller / Benoît Richaud            | France         | 143.12 | 8             | 29.57         | 6               | 47.88           | 7           | 65.67       |
| 8                                                  | Camilla Pistorello / Matteo Zanni            | Italie         | 142.45 | 7             | 30.26         | 7               | 46.69           | 8           | 65.50       |
| 9                                                  | Vanessa Crone / Paul Poirier                 | Canada         | 136.09 | 9             | 28.70         | 11              | 44.48           | 10          | 62.91       |
| 10                                                 | Carolina Hermann / Daniel Hermann            | Allemagne      | 135.58 | 10            | 27.67         | 9               | 45.70           | 11          | 62.21       |
| 11                                                 | Lynn Kriengkrairut / Logan Giulietti-Schmitt | États-Unis     | 133.91 | 13            | 26.13         | 12              | 44.36           | 9           | 63.42       |
| 12                                                 | Nadezhda Frolenkova / Mikhail Kasalo         | Ukraine        | 131.19 | 11            | 27.14         | 13              | 43.06           | 12          | 60.99       |
| 13                                                 | Joanna Budner / Jan Mościcki                 | Pologne        | 126.01 | 17            | 24.81         | 14              | 42.12           | 13          | 59.08       |
| 14                                                 | Camilla Spelta / Marco Garavaglia            | Italie         | 123.87 | 15            | 25.69         | 15              | 40.84           | 14          | 57.34       |
| 15                                                 | Krisztina Barta / Ádám Tóth                  | Hongrie        | 119.67 | 18            | 24.38         | 16              | 39.96           | 16          | 55.33       |
| 16                                                 | Ekaterina Zaikina / Otar Japaridze           | Géorgie        | 118.43 | 20            | 23.87         | 19              | 39.16           | 15          | 55.40       |
| 17                                                 | Leigh Rogers / Lloyd Jones                   | Royaume-Uni    | 114.51 | 16            | 25.59         | 20              | 37.95           | 17          | 50.97       |
| 18                                                 | Lucie Myslivečková / Matěj Novák             | Tchéquie       | 113.56 | 19            | 24.08         | 17              | 39.95           | 18          | 49.53       |
| 19                                                 | Nikola Višňová / Lukáš Csolley               | Slovaquie      | 107.01 | 23            | 20.65         | 21              | 37.23           | 19          | 49.13       |
| 20                                                 | Danielle O'Brien / Gregory Merriman          | Australie      | 101.66 | 22            | 21.04         | 22              | 33.82           | 22          | 46.80       |
| 21                                                 | Ramona Elsener / Florian Roost               | Suisse         | 99.98  | 25            | 20.48         | 23              | 31.63           | 20          | 47.87       |
| 22                                                 | Irina Stork / Taavi Rand                     | Estonie        | 99.94  | 21            | 21.45         | 25              | 31.04           | 21          | 47.45       |
| Abandon                                            | Emily Samuelson / Evan Bates                 | États-Unis     | 85.16  | 4             | 31.18         | 2               | 53.98           |             |             |
| Abandon                                            | Joanna Lenko / Mitchell Islam                | Canada         | 65.83  | 14            | 26.01         | 18              | 39.82           |             |             |
| Couples de danse éliminés après la danse originale |                                              |                |        |               |               |                 |                 |             |             |
| 25                                                 | Ina Demireva / Juri Kurakin                  | Bulgarie       | 52.07  | 24            | 20.58         | 24              | 31.49           | NC          | NC          |
| 26                                                 | Alexandra Maksimova / Egor Maistrov          | Biélorussie    | 47.47  | 26            | 20.33         | 27              | 27.14           | NC          | NC          |
| 27                                                 | Tamsyn Scoble / Quiesto Spieringshoek        | Afrique du Sud | 45.70  | 27            | 18.08         | 26              | 27.62           | NC          | NC          |